# Milojevići
Milojevići (cyr. Милојевићи) – wieś w Czarnogórze, w gminie Nikšić. W 2011 roku liczyła 44 mieszkańców.